# 泡叶乳香树
泡叶乳香树是橄榄科乳香树属植物，原产索科特拉岛。